# Rapid Eye Movement (album)
Rapid Eye Movement è il terzo album in studio del gruppo musicale polacco Riverside, pubblicato il 24 settembre 2007 dalla Inside Out Music.

## Tracce
Testi di Mariusz Duda, musiche dei Riverside.
- Part One: Fearless

1. Beyond the Eyelids – 7:53
2. Rainbow Box – 3:36
3. 02 Panic Room – 5:28 – contiene la traccia fantasma ...
4. Schizophrenic Prayer – 4:20
5. Parasomnia – 8:09

- Part Two: Fearland

1. Through the Other Side – 4:05
2. Embryonic – 4:09
3. Cybernetic Pillow – 4:45
4. Ultimate Trip – 13:13

CD/LP bonus nell'edizione speciale
1. Behind the Eyelids – 6:11
2. Lucid Dream IV – 4:34
3. 02 Panic Room (Remix) – 3:23 (musica: Riverside, Magda Srzedniccy, Robert Srzedniccy)
4. Back to the River – 6:30 – contiene un estratto di Shine On You Crazy Diamond dei Pink Floyd
5. Rapid Eye Movement – 12:37

## Formazione
Gruppo
- Mariusz Duda – voce, basso, chitarra acustica
- Piotr Grudzinski – chitarra
- Piotr Kozieradzki – batteria
- Michal Lapaj – tastiera

Altri musicisti
- Artur Szolc – percussioni (traccia 4)

Produzione
- Riverside – produzione
- Magda Srzedniccy – produzione, registrazione e ingegneria del suono presso i Serakos Studio, missaggio
- Robert Srzedniccy – produzione, registrazione e ingegneria del suono presso i Serakos Studio, missaggio
- Maciej Mularczyk – registrazione e ingegneria del suono presso i Toya Studio
- Grzegorz Piwkowski – mastering

## Classifiche
| Classifica (2007) | Posizione massima |
| ----------------- | ----------------- |
| Paesi Bassi       | 73                |
| Polonia           | 2                 |